# جيمس ميتشيل تشيس
جيمس ميتشيل تشيس (بالإنجليزية: James Mitchell Chase)‏ هو محامي وسياسي أمريكي، ولد في 19 ديسمبر 1891 في بنسيلفانيا في الولايات المتحدة، وتوفي في 5 فبراير 1945. حزبياً، نشط في الحزب الجمهوري. وقد انتخب عضو مجلس النواب الأمريكي.